# Силва, Вашингтон
Вашингтон Луис да Силва (порт.-браз. Washington Luís da Silva; род. 25 февраля 1976, Диадема) — бразильский боксёр, представитель полутяжёлой весовой категории. Выступал за сборную Бразилии по боксу на всём протяжении 2000-х годов, победитель Южноамериканских игр, участник двух летних Олимпийских игр.

## Биография
Вашингтон Силва родился 25 февраля 1976 года в городе Диадема штата Сан-Паулу, Бразилия. Проходил подготовку в Сан-Паулу в местном боксёрском клубе «Коринтианс».
Первого серьёзного успеха на взрослом международном уровне добился в сезоне 2002 года, когда вошёл в основной состав бразильской национальной сборной и одержал победу на домашних Южноамериканских играх в Белене — в зачёте полутяжёлой весовой категории одолел всех оппонентов по турнирной сетке, в том числе в финале взял верх над венесуэльцем Эдгаром Муньосом.
В 2003 году побывал на Панамериканских играх в Санто-Доминго, где на стадии четвертьфиналов был остановлен местным доминиканским боксёром Аргенисом Нуньесом.
На американской олимпийской квалификации в Рио-де-Жанейро победил всех своих соперников в полутяжёлой весовой категории и благодаря этому удостоился права защищать честь страны на летних Олимпийских играх 2004 года в Афинах. Тем не менее, провёл на Играх только один единственный бой — уже в 1/16 финала со счётом 22:27 потерпел поражение от азербайджанца Али Исмаилова.
После афинской Олимпиады Силва остался в главной боксёрской команде Бразилии и продолжил принимать участие в крупнейших международных турнирах. Так, в 2007 году он выступил на домашних Панамериканских играх в Рио-де-Жанейро и принял участие в чемпионате мира в Чикаго, где в 1/16 финала досрочно проиграл россиянину Артуру Бетербиеву.
Находясь в числе лидеров бразильской национальной сборной, Вашингтон Силва прошёл отбор на Олимпийские игры 2008 года в Пекине — в категории до 81 кг на сей раз сумел выиграть у двоих соперников, тогда как в четвертьфинале со счётом 0:8 проиграл ирландцу Кеннету Игану.
Впоследствии поступил на службу в Военно-морские силы Бразилии, в 2011 году выступал на домашних Всемирных военных играх в Рио-де-Жанейро.